# 黄子悦
黄 子悦（こう しえつ、英語名:Prince Wong Ji-yuet、1997年9月27日 - ）は香港の本土派政治家である。

## 経歴
2014年香港反政府デモの間、118時間のハンガーストライキで有名であった。2015年5月に学民思潮スポークスマンに就任。学民思潮解散後教育実験協会の会員になる。

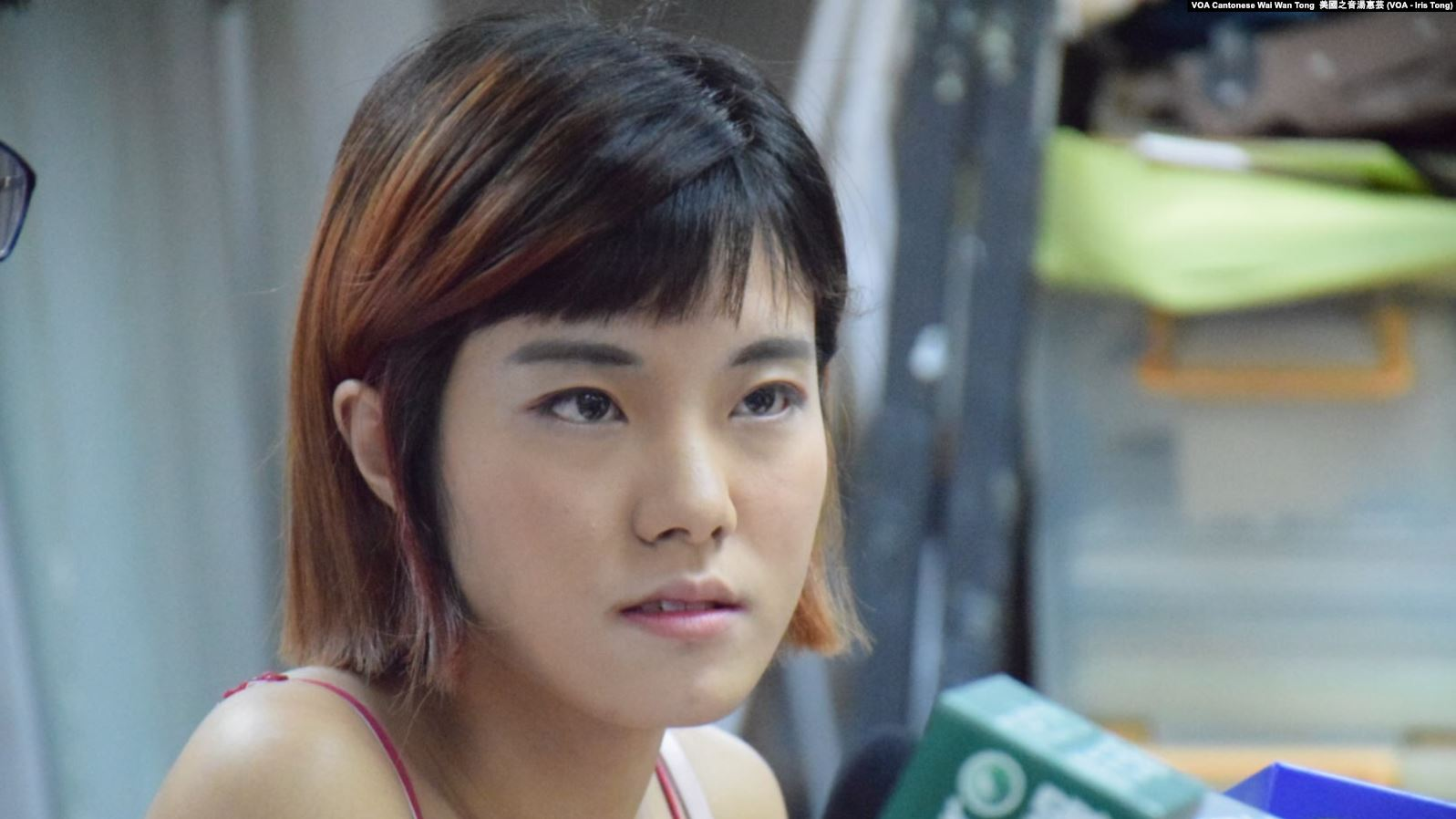
黄子悦は教育局の副局長として親中国派のカイルオリアンを指名することに反対した。2017年7月24日撮影。

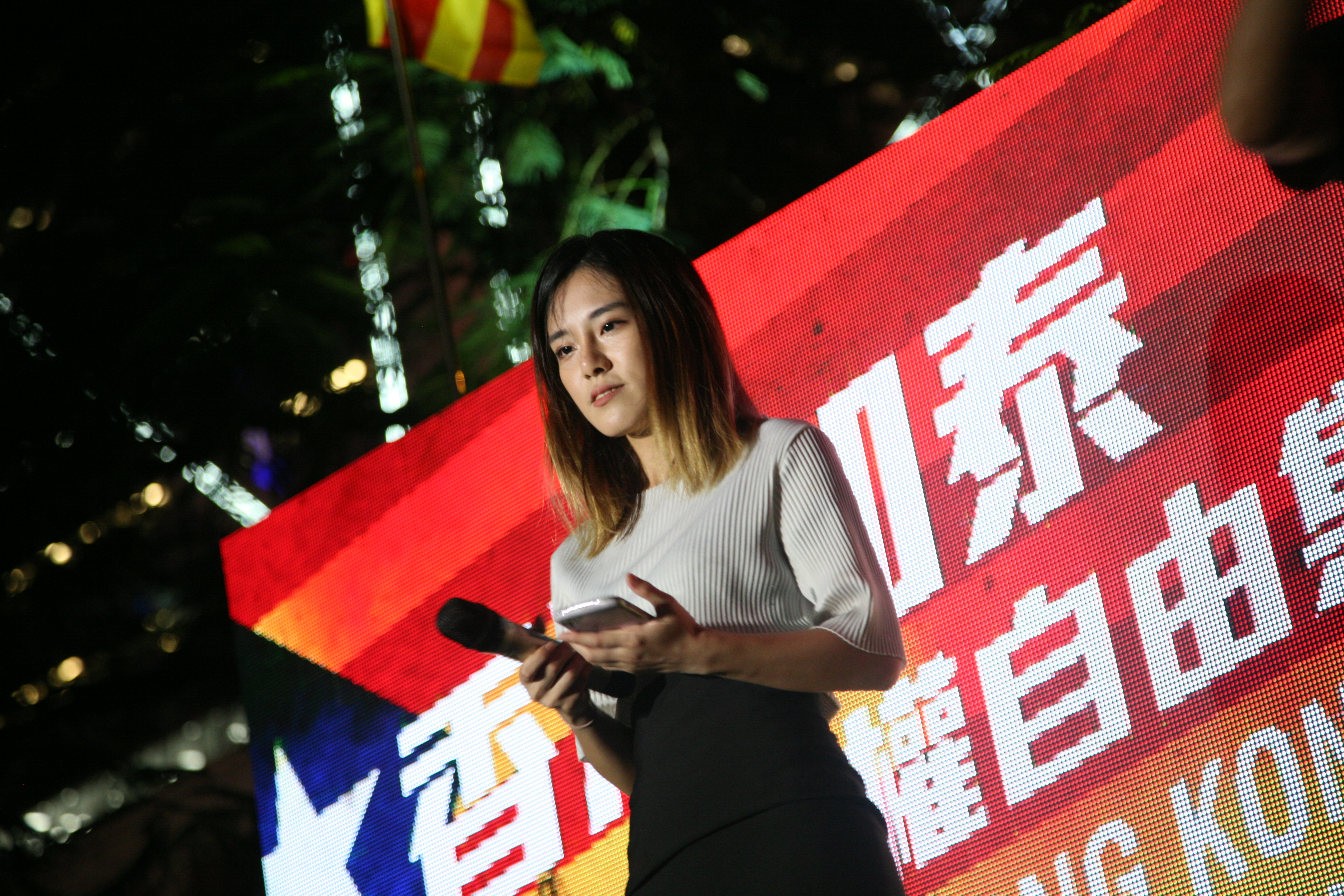
黄子悦参加する2019年-2020年香港民主化デモ。

2019年11月18日、警察に包囲された工科大学の学生を救出するために油麻地・尖沙咀・旺角の街に多数の市民が集まりました。激しい衝突が警察との間で勃発した。衝突中に、警察は1,000人以上の市民を逮捕し、黄子悦もその1人として逮捕された。黄子悦は暴動で起訴され、裁判の保留中の保釈金で釈放された。

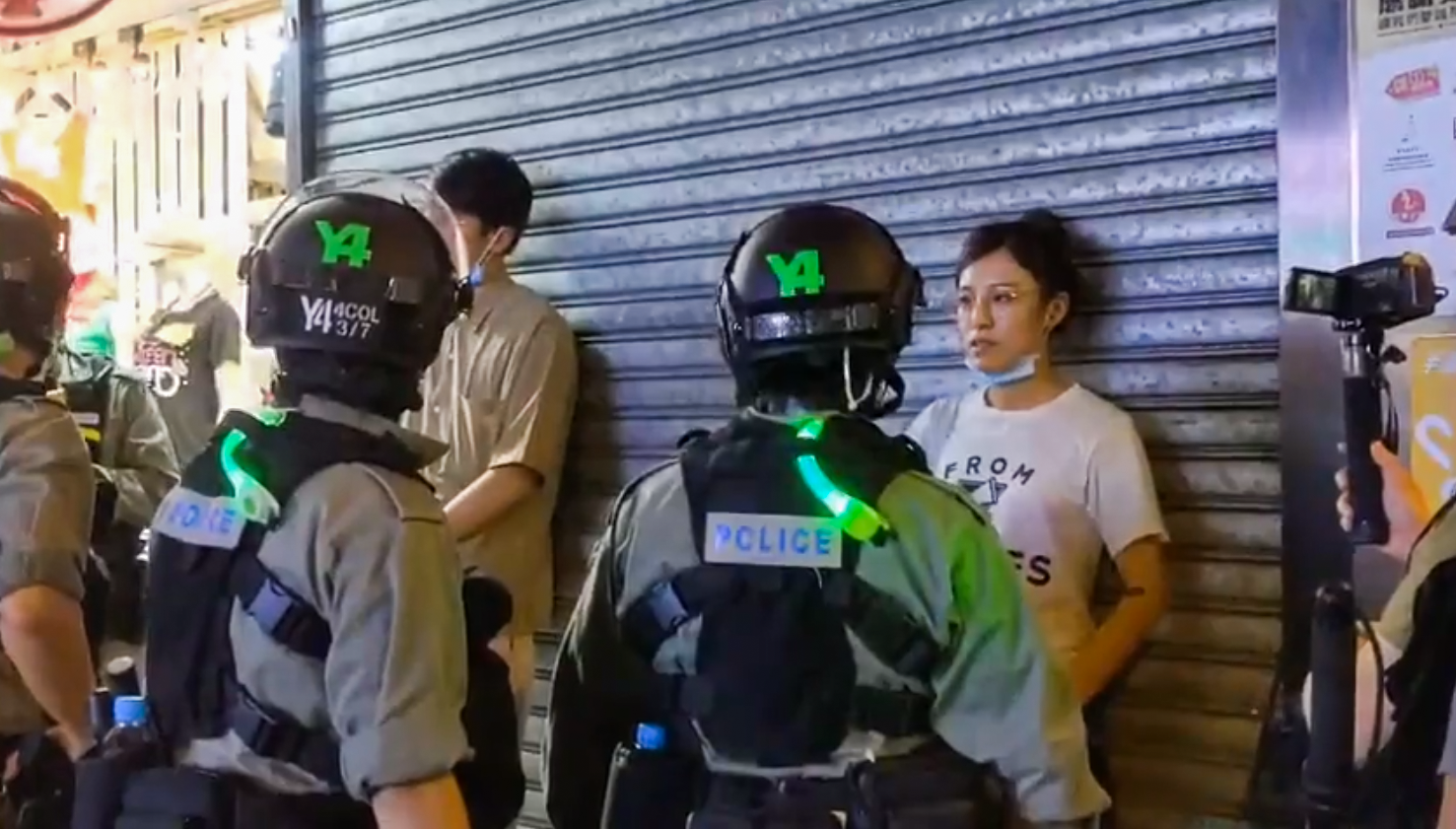
黄子悦集会命令に違反したとして非難され、投票によって起訴され、警察により侮辱され、セクハラされたと主張した。

2020年5月10日、一部のネチズンは市民に、香港・九龍・新界の多くのショッピングモールに行き、「歌って」の操作を実行するよう呼びかけた。 旺角では、黄子悦を含むいくつかの路上で警察が市民を守り傍受し、警察は黄子悦が集会制限命令に違反したとして非難し、彼女に切符を発行した。 事件後、黄子悦はInstagramに投稿し、傍受と捜査中に自分自身に対する口頭での嫌がらせを警察に非難した。彼女は彼女の胸と容姿を非難された。また、他の誰かの電話を盗んだとして自分を偽ったとして警察を非難し、無実を証明するために電話のロックを解除するように彼女に依頼した。

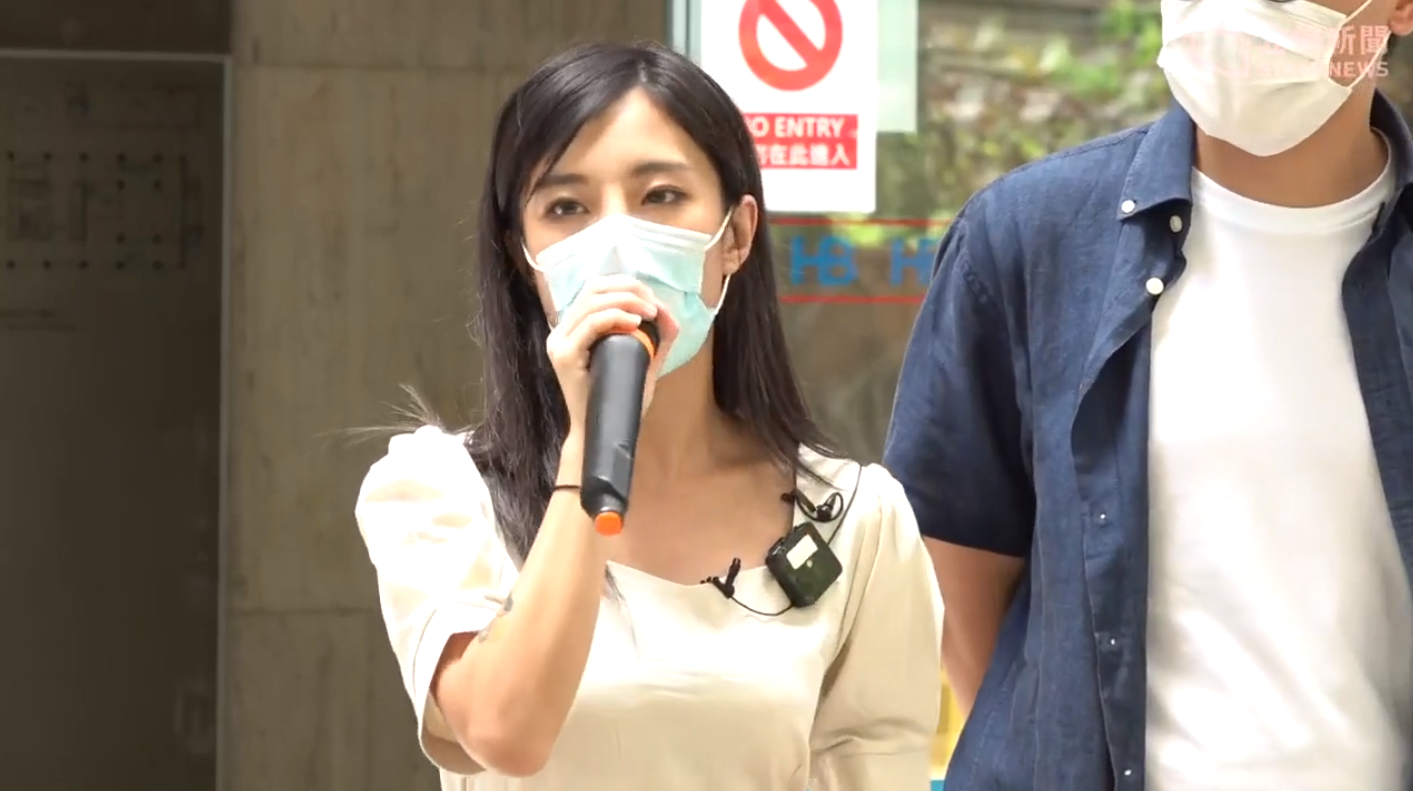
2020年7月27日、黄子悦のメンバーらが香港立法会選挙に立候補する様子。

2020年5月、彼は立法会選挙への参加を検討していると述べた。2020年7月27日、彼らは同じ地区の候補者屯門社区網絡の張可森たちと2020年香港立法会選挙に参加し、西部ニューテリトリーでの直接選挙に参加しました。こうした中、林鄭月娥行政長官は7月31日、新型コロナウイルス感染症の影響を考慮することを理由に、緊急状況規則条例を適応して選挙を1年間延期し、2021年9月5日に執行するとと発表した。しかしこの延期には香港の法曹界からは違法との指摘も出ている。